# Kurt Serbser
Kurt Serbser (* 31. August 1896 in Oberpöllnitz; † 12. Februar 1938 in Gera) war ein deutscher Politiker (NSDAP).

## Leben und Wirken
Serbser besuchte von 1903 bis 1911 die Volksschule in Oberpöllnitz. Anschließend arbeitete er in der Landwirtschaft. Ab September 1915 nahm Serbser am Ersten Weltkrieg teil. Im Juli 1916 geriet er an der Somme in französische Kriegsgefangenschaft, aus der er im Februar 1920 zurückkehrte. Er lebte fortan als Landwirt in Oberpöllnitz. 1923 heiratete er.
In den 1920er Jahren trat Serbser in die Nationalsozialistische Deutsche Arbeiterpartei (NSDAP) ein. Für diese wurde er 1928 Mitglied des Stadtrates von Oberpöllnitz. Bei den Reichstagswahlen vom Juli 1932 wurde Serbser als Kandidat der NSDAP für den Wahlkreis 12 (Thüringen) in den Reichstag gewählt, dem er bis zum November desselben Jahres angehörte.
Während der NS-Zeit war Serbser Mitglied des Landesbauernrates von Thüringen, nachdem er bereits seit dem 1. April 1932 Mitglied der Kreislandwirtschaftskammer in Gera gewesen war.